# 5372 Bikki
5372 Bikki è un asteroide della fascia principale. Scoperto nel 1987, presenta un'orbita caratterizzata da un semiasse maggiore pari a 3,0811082 au e da un'eccentricità di 0,0745472, inclinata di 12,20948° rispetto all'eclittica.
L'asteroide è dedicato allo scultore giapponese Bikki Sunazawa.